# Tournoi tibétain féminin de football
Le Tournoi tibétain de football féminin est une compétition internationale de football féminin se déroulant chaque année, pendant quatre jours à Dharamsala dans l'état de Himachal Pradesh en Inde. Créé en 2016, le tournoi réunit au total 4 sélections féminine du Tibet et divers équipes féminines d'Inde.
Le tournoi est organisé par l'Association nationale de football tibétaine et l'Association sportive nationale tibétaine, qui organise également la compétition masculine la plus importante pour la Communauté en exil tibétain le Gyalyum Chenmo Memorial Gold Cup depuis 1981.

## Format
Les quatre équipes sont réunies dans un unique groupe. Les deux meilleures équipes parmi celles qui terminent à la première et seconde place de la poule accèdent à la finale pour le titre. Il en est de même pour les deux derniers qui s'affrontent pour la troisième place du tournoi.

## Stade
Toutes les rencontres de la compétition auront lieu au TCV (Villages d'enfants tibétains) School Stadium qui possède une capacité d'une centaine de places.

## Histoire

### Tournoi tibétain de football féminin 2016
Le 14 janvier 2016, Dolma Gyari rencontre l'équipe de football des filles tibétaines des 8 écoles différentes de l'Association nationale des sports tibétains (TNSA) après un camp d'entraînement de football d'un mois au TCV Chauntra. Un voyage éducatif d'une journée à l'Administration centrale tibétaine pour l'équipe de football des filles tibétaines a également été organisé par le Bureau de l'autonomisation des femmes tibétaines, du Département de l'Intérieur,.
Le 22 janvier 2016, l'équipe féminine du Tibet affronte en match amical l'Académie Miri Piri qui remporte la rencontre sur un score de 2 à 1
Le 9 juin 2016, le Premier ministre de l'Administration centrale tibétaine, Lobsang Sangay rencontre l'équipe féminine de football du Tibet afin d'échanger avec les joueuses sur le rôle du sport dans leur vie. Il souligne également l'importance du sport comme outil d'émancipation pour les femmes tibétaines, les incitant à devenir des leaders au sein de leur communauté.
La vice-présidente de l'Association des femmes tibétaines, Tsering Dolma et l'agente de projet Tenzin Choezin ont assisté à la cérémonie d'ouverture du premier tournoi de football féminin avec comme invité d'honneur de la cérémonie d'ouverture le vice-président du Parlement tibétain en exil Acharya Yeshi Phuntsok.
Le match d'ouverture du tournoi était joué par la sélection tibétaine contre l'équipe du Penjab sur le terrain de l'école du village des enfants tibétains. L'attaquante Phuntsok Choedon a marqué le premier but de la première minute du match pour les Tibétains. Un second but est inscrit par l’attaquante Tenzin Choekyi, juste avant la mi-temps. Karandev Kaur du Penjab a marqué un but en deuxième mi-temps, mais l'équipe a dû concéder la défaite, donnant la victoire à l'équipe Tibétaine,.
Le 12 juin 2016, le Tibetan Girls Football Team perd sa finale 1 à 0 face à Khad football team of Una,, et termine à la seconde place,,,,.
| 9 juin 2016 | Tibetan Girls Football Team           | 2 - 1 | Pendjab         | TCV School Stadium, Dharamsala |  |
|             | Tenzin Choekyi ? · Phuntsok Choedon ? |       | ? Karandev Kaur |                                |  |

| 9 juin 2016 | Khad football team of Una | 5 - 0 | Himachal team (Simor Distt) | TCV School Stadium, Dharamsala |  |
|             |                           |       |                             |                                |  |

| 10 juin 2016 | Tibetan Girls Football Team | 2 - 1 | Khad football team of Una | TCV School Stadium, Dharamsala |  |
|              |                             |       |                           |                                |  |

| 10 juin 2016 | Pendjab | ? - ? | Himachal team (Simor Distt) | TCV School Stadium, Dharamsala |  |
|              |         |       |                             |                                |  |

Finale
| 12 juin 2016 | Khad football team of Una | 1 - 0 | Tibetan Girls Football Team | TCV School Stadium, Dharamsala |  |
|              |                           |       |                             |                                |  |

### Tournoi tibétain de football féminin 2017
Le deuxième tournoi de football féminin tibétain a été annoncé par l'Association sportive nationale tibétaine (TNSA),.
Le 1er juin 2017, l'Association sportive tibétaine (TNSA) a annoncé lors d'une conférence de presse à Dharamsala que le deuxième tournoi de football féminin aura lieu à Upper TCV School le 4 juin en collaboration avec l'Association des femmes tibétaines,,.
La seconde édition est remporte par HMV JAL Football team (Khad) après une séance de tirs au but (6-5) face à Tand Football team, les équipes Tibétaines à la troisième et quatrième place de la compétition, Tibetan School Girls bat 2 à 0	le Tibetan Open Girls Team, le Premier ministre de l'Administration centrale tibétaine Lobsang Sangay à  a assisté aux matchs final du deuxième tournoi de football féminin,,,.
Le 7 juin 2017, le journaliste du Tibet Post International Chandreyi Mukherjee a eu l'occasion d'assister au match d'exhibition joué entre les filles de l'école TCV et d'autres étudiants de différentes régions de l'Inde invités à présenter leurs talents pour la sélection finale de l'équipe du Tibet de football des filles.
| 4 juin 2017 | HMV JAL Football team (Khad) | 3 - 1 | Tibetan School Girls | TCV School Stadium, Dharamsala |  |
|             |                              |       |                      |                                |  |

| 4 juin 2017 | Tand Football team | 5 - 1 | Tibetan Open Girls Team | TCV School Stadium, Dharamsala |  |
|             |                    |       |                         |                                |  |

| 5 juin 2017 | HMV JAL Football team (Khad) | 5 - 1 | Tibetan Open Girls Team | TCV School Stadium, Dharamsala |  |
|             |                              |       |                         |                                |  |

| 5 juin 2017 | Tand Football team | 5 - 2 | Tibetan School Girls | TCV School Stadium, Dharamsala |  |
|             |                    |       |                      |                                |  |

| 6 juin 2017 | Tibetan Open Girls Team | 3 - 1 | Tibetan School Girls | TCV School Stadium, Dharamsala |  |
|             |                         |       |                      |                                |  |

| 6 juin 2017 | HMV JAL Football team (Khad) | 4 - 0 | Tand Football team | TCV School Stadium, Dharamsala |  |
|             |                              |       |                    |                                |  |

Troisième place
| 7 juin 2017 | Tibetan School Girls | 2 - 0 | Tibetan Open Girls Team | TCV School Stadium, Dharamsala |  |
|             |                      |       |                         |                                |  |

Finale
| 7 juin 2017 | HMV JAL Football team (Khad) | 1 - 1 (6-5) | Tand Football team | TCV School Stadium, Dharamsala |  |
|             |                              |             |                    |                                |  |

### Tournoi tibétain de football féminin 2019
Le troisième tournoi de football féminin tibétain a été annoncé par l'Association sportive nationale tibétaine du 15 au 20 avril 2019. Six équipes participeront à la compétition Tibet, Nainital FC (Uttarakhand), Dehradun Football Academy (Uttarakhand), Desh Bhagat University (Punjab), Mangali Football Club (Hisar) et Dhand Taran (Punjab).
Le 20 avril 2019, la finale est remportée par Dhand Taran contre Desh Bhagat University 4 à 3.
| 15 avril 2019 | Tibet                                | 2 - 0 | Dehradun Football Academy | TCV School Stadium, Dharamsala |
|               | Ngawang Oetso 41e · Pema Choedon 63e |       |                           |                                |

| 17 avril 2019 | Tibet | 0 - 1 | Dhand Taran | TCV School Stadium, Dharamsala |
|               |       |       | 5e Sonam    |                                |

| 17 avril 2019 | Nainital FC       | 1 - 1 | Desh Bhagat University | TCV School Stadium, Dharamsala |  |
|               | Shivani Rawat 45e |       | 9e Simranjeet          |                                |  |

| 18 avril 2019 | Dhand Taran                  | 2 - 1 | Dehradun Football Academy | TCV School Stadium, Dharamsala |  |
|               | Jotey 48e · Pardeep Kaur 67e |       | 11e Jigerya               |                                |  |

| 18 avril 2019 | Desh Bhagat University | 2 - 0 | Nainital FC | TCV School Stadium, Dharamsala |  |
|               |                        |       |             |                                |  |

| 19 avril 2019 | Desh Bhagat University | 2 - 0 | Tibet | TCV School Stadium, Dharamsala |  |
|               |                        |       |       |                                |  |

| 19 avril 2019 | Dhand Taran                   | 2 - 0 | Nainital FC | TCV School Stadium, Dharamsala |
|               | Sandeep Kaur 25e · Joetey 57e |       |             |                                |

Finale
| 20 avril 2019 | Dhand Taran | 4 - 3 | Desh Bhagat University | TCV School Stadium, Dharamsala |  |
|               |             |       |                        |                                |  |